# 袁宏
袁宏（328年—376年），字彥伯，小字虎，又称袁虎，常被稱為袁彥伯，陈郡阳夏县（今河南省周口市太康县）人，曹魏名臣袁渙的六世孫，袁猷之孫，吳郡太守袁山松的堂叔，东晋的文学家、史学家。

## 生平
年少家里很贫苦，有超人之才华，文章绝美于世。最初做谢安的参军，后来担任了桓温的记室，并出任东阳郡太守。太元初年病逝。
興寧元年（363年）曾出任南海太守。

## 著作
因为不满当时的《后汉书》，继荀悦编著《汉纪》后，他编著了《后汉纪》三十卷，并著有《竹林名士传》三卷及《东征赋》、《北征赋》、《三国名臣颂》等篇。另一方面，袁宏本人亦尚玄虚。
《竹林名士傳》書成前，袁宏另分類了「正始名士」和「中朝名士」。

## 逸事
- 桓温领兵北征时，命令袁宏靠着马拟公文，一会儿他就写成了七张纸，而且做得很好。后人因以“倚马”或“倚马千言”来比喻文思敏捷。出自《世说新语·文学》，原文为“桓宣武北征，袁虎时从，被责免官，会须露布文，唤袁倚马前令作，手不辍笔，俄得七纸，殊可观”。唐朝诗人吴融《灵池县见早梅》诗引用此典故，曰“栖身未识登龙地，落笔原非倚马才。”
- 袁宏出任东阳太守时，谢安曾以一扇相赠，袁宏答谢道：“辄当奉扬仁风，慰彼黎庶。”后人因以“扬风仁政”来比喻为官清廉仁厚。
- 少孤貧，以運租自業。謝尚時鎮牛渚，秋夜乘月，率爾與左右微服泛江。會袁宏在舫中諷詠，聲既清會，辭又藻拔，遂駐聽久之。謝尚遣問知是袁所自作詠史詩，於是與之譚論，申旦不寐，自此袁宏名譽日茂。

## 家庭

### 祖輩
- 祖父袁猷，與兄長袁瑰齊名，官至侍中。
- 父袁勖，字敬宗[5]，臨汝縣令

### 子
- 袁超子
- 袁成子
- 袁明子，有父親作風，官至臨賀郡太守

## 延伸阅读
[在维基数据编辑]
 在维基文库阅读此作者作品
 《晉書/卷092》，出自房玄齡《晉書》